# Heike Werner
Heike Werner (Berlin, 1969. január 30. –) német politikus. Eleinte marxizmus–leninizmust és filozófiát tanult, majd a rendszerváltást követően neveléstudományt és szociológiát hallgatott. 1999 és 2004 közt a Szászországi Szabadállam tartományi parlamentjének tagja volt. Férjezett, két gyermek édesanyja.